# Josh Inman
Josh Inman, né le 13 mars 1980 à Hillsboro (Oregon), est un rameur d'aviron américain. 

## Carrière
Josh Inman a participé aux Jeux olympiques de 2008 à Pékin. Il a remporté la médaille de bronze  avec le huit américain composé de Beau Hoopman, Matt Schnobrich, Micah Boyd, Wyatt Allen, Daniel Walsh, Steven Coppola, Bryan Volpenhein et Marcus McElhenney.